# Sarcoma ossi
Un sarcoma ossi és un càncer ossi primari, un tipus de sarcoma que comença als ossos. Això contrasta amb la majoria dels càncers ossis secundaris que s'han desenvolupat com a metàstasi d'un altre càncer. Els sarcomes ossis són rars i afecten sobretot a les cames. L'altre tipus de sarcoma és un sarcoma de teixits tous. A Girona, la incidència percentual sobre el total de càncers és del 0,2%.
Hi ha tres tipus principals de sarcoma ossi basats en el tipus de teixit: osteosarcoma, sarcoma d'Ewing i condrosarcoma.